# Holocén
A holocén (jelenkor) a földtörténet egy kora, amely a kainozoikum („újállati idő”), ill. azon belül a negyedidőszak (kvarter) legutolsó időszaka. A legújabb meghatározások szerint 11 700 évvel ezelőtt kezdődött, és máig tart. A holocén azonos a kainozoikumi eljegesedés utolsó interglaciális periódusával.
A görög Holos (ὅλος) "teljes" "Cene" a kainos (καινός) "új" szavakból vagyis "egészen új".

## Kortábla
A holocén a kainozoikum neogén időszakába tartozik. Földünk a holocénre nyerte el mai arculatát földrajztudományát és élővilágát tekintve. A holocén fontos jellemzője továbbá, hogy az utóbbiak alakításában egyre nagyobb szerepet játszik az ember.
A holocént a Nemzetközi Rétegtani Bizottság döntése szerint az alábbi korszakokra (avagy emeletekre) osztják:
- meghálajai (0–4200 évvel ezelőttig)
- Northgrippian (4200–8200 évvel ezelőtt)
- grönlandi (8200–11 700 évvel ezelőtt)

## Éghajlat

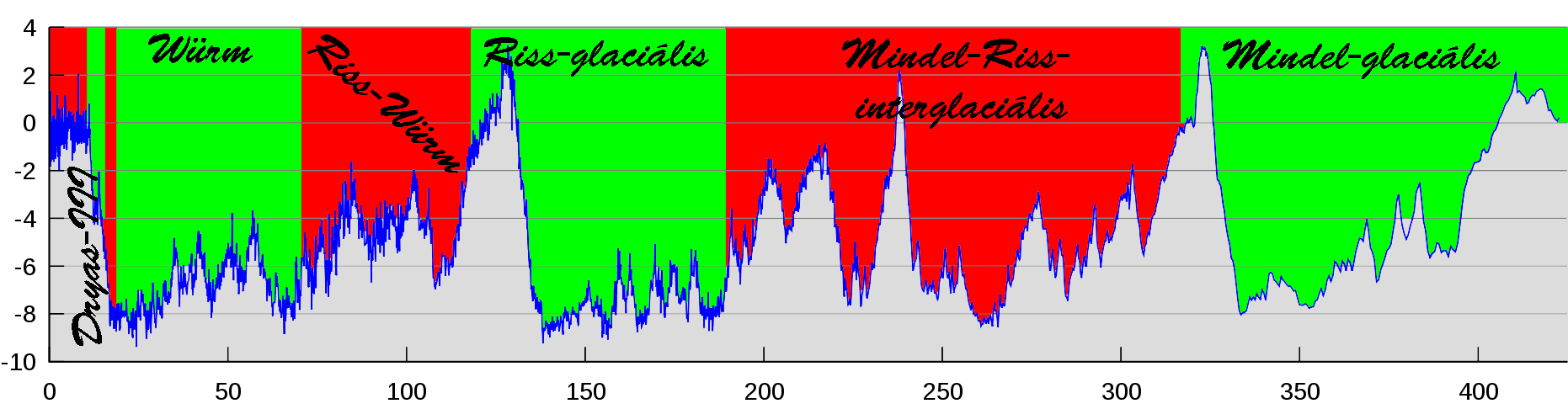
Az Antarktisz hőmérsékletváltozásai az utóbbi félmillió évben

A holocén klímáját a pleisztocén végét jelentő, a kainozoikumi eljegesedés máig tartó, gyors felmelegedéssel járó, de a kiinduló hőmérsékletet még messze el nem érő interglaciális periódusa határozta meg. Ezzel a jégtakarók az Északi- és Déli-sark közelébe húzódtak, ami nagyban hozzájárult az ember elterjedéséhez.
A holocénben is voltak, vannak hőmérsékletingadozások. Az elkezdődő felmelegedés a középkorban (a 14-19. század között) kisebb lehűlésbe ment át, ezt kis jégkorszaknak nevezzük. Ez leginkább az észak-európai népek történelmére volt hatással.
A 20. század és 21. században a globális felmelegedés egyre erősödik. Általában az emberi tevékenység eredményének (antropogén) tekintik, azonban a Föld klímája még nem érte el azt a hőmérsékletet és hőmérsékleti eloszlást, ami általában jellemző rá. Európa éghajlata még a kainozoikumi eljegesedés első két glaciálisa közti interglaciálisban is jóval melegebb volt a mainál, előtte pedig kifejezetten szubtropikus.

## Földrajz
A holocénre a kontinensek elfoglalták a mai helyzetüket és mivel az időszak kezdetétől földtörténeti léptékkel mérve csak nagyon rövid idő telt el, így azóta nagyobb változások csak néhány esetben és lokálisan történtek (például szigetek keletkezése, eltűnése stb.).
Ami nagymértékben változott a pleisztocénhez képest, az a tengerpartok kiterjedése: a kainozoikumi eljegesedés máig utolsó glaciálisa, a Würm-glaciális idején ugyanis a tengerek szintje körülbelül száz méterrel alacsonyabb volt, mint az azt megelőző interglaciálisban és 250 méterrel alacsonyabb, mint az eljegesedési periódusok előtt. Ez akkor nagyban hozzájárult egyes állatfajok és az ember szélesebb körű elterjedéséhez. A holocén során megszűntek összefüggő szárazföldet alkotni többek között a következő területek:
- Ausztrália, Tasmania és Új-Guinea (Szahul);
- az indiai szubkontinens és Ceylon szigete;
- a délkelet-ázsiai szigetvilág (Szunda);
- a Brit-szigetek és az európai kontinens;
- a mai Alaszkát és Csukcsföldet összekötő földhíd (Bering-földhíd).

A holocén során az ember egyre nagyobb mértékben változtatja meg a földfelszínt a bányászat, ipar, közlekedés, településhálózatok, vízszabályozás, valamint a mező- és erdőgazdálkodás révén.

## Élővilág
A holocénre alakult ki a Földünket ma is jellemző növény- és állatvilág. A növényvilág a pleisztocénből átmenet, törés nélkül lépett a holocénbe, az állatvilág esetében azonban ez nem így történt. A holocénre kihaltak Eurázsia, Amerika és Ausztrália nagy testű állatai (pleisztocén megafauna). Minden jel szerint ez az emberi terjeszkedés eredménye: az ember a holocénre már (az Antarktisz kivételével) minden kontinensen sikeresen megvetette a lábát.
Az állatvilág kihalásai a holocénben is folytatódtak. A holocén során tűnt el az addig elszigetelt kisebb-nagyobb szigetek (Új-Zéland, Madagaszkár stb.) állatvilágának jó része, amely mindig az adott terület emberi betelepülését követte. A kihalások üteme az iparosodással felgyorsult, és idővel a tengeri élővilágban is éreztette hatását (cetvadászat, halászás).
A 20. század során a folyamat az egész élővilágra kiterjedt és kétségbeejtően felgyorsult: az elkövetkező időkre az emberi eredetű környezetszennyezés és -rombolás miatt az egész élővilág sokszínűségének (diverzitásának) drámai csökkenésére kell számítani. Ezért elmondható, hogy bár a holocén a legrövidebb földtörténeti korszak, de az élővilág fejlődésének további irányait nagymértékben meghatározza. Egyesek szerint az élővilág hatodik nagy kihalási hulláma van kibontakozóban.